# Saturn Outlook
O Outlook é um veículo utilitário esportivo médio da Saturn produzido entre 2006 e 2010.